# LinkedIn Learning
LinkedIn Learning (ранее lynda.com) — частная американская компания, предоставляющая услуги онлайн-обучения. Специализируется на курсах по пользованию компьютерными программами, в частности, графическими редакторами. Компания основана в 1995 году. Сервис доступен по подписке, причём подписчики могут смотреть курсы без ограничения.
В 2015 году компания была приобретена LinkedIn за $1.5 миллиарда.

## История
Lynda.com была основана в 1995 году в городе Охай, Калифорния как онлайн-ресурс для книжек и классов Линды Вайнман, аниматора спецэффектов и профессора в сфере мультимедиа, которая вместе со своим мужем, художником Брюсом Хивином, основала школу цифровых искусств. В 2002 году Lynda.com открыла доступ по подписке ($25 долларов в месяц) к обучающим курсам по таким распространённым программам как Adobe Photoshop, Flash, Dreamweaver, Adobe Fireworks, UltraDev, Adobe Illustrator, Adobe Acrobat, а также к курсам по основам веб-дизайна. В 2004 году на сайте было уже 100 курсов, а в 2008 году компания начала создавать фильмы о творческих лидерах, художниках и предпринимателях.
В январе 2013 года Lynda.com объявила о получении рекордных для сферы онлайн-образования инвестиций в размере $103 миллионов от группы венчурных фондов во главе с Accel Partners и Spectrum Equity. Компания планировала направить деньги на открытие 400 новых курсов, выплаты опционов сотрудникам, а также телевизионную и радио рекламу.
9 апреля 2015 года компания Linkedin анонсировала своё намерение купить сайт за $1.5 млрд. Сделка официально закрылась 14 мая 2015 года.
В октябре 2017 года, сайт «Lynda.com» был объединен и переименован в «LinkedIn Learning».